# Teilanmeldung
Eine Teilanmeldung ist im deutschen und europäischen Patentrecht eine Patentanmeldung, deren Inhalt einer anhängigen früher angemeldeten Patentanmeldung (Stammanmeldung) entnommen wurde und der der Zeitrang (Anmeldetag und Prioritätsanspruch) der Stammanmeldung zuerkannt wird.

## Rechtsgrundlage
Im deutschen Patentgesetz ist § 39 39 PatG die Grundlage. Im europäischen Patentübereinkommen sind Artikel 76 EPÜ und Regel 36 die Grundlage.

## Regelungsinhalt, Zweck
Die Regelungen im deutschen und europäischen Recht sind in vielerlei Hinsicht gleich. Eine Teilanmeldung kann zu einer Stammanmeldung eingereicht werden, solange letztere noch anhängig ist, d. h. nicht zurückgewiesen oder zurückgenommen und auch nicht zum Patent erteilt wurde. Der Inhalt der Teilanmeldung muss im Rahmen des Inhalts der Stammanmeldung bleiben. Dafür wird der Teilanmeldung den Zeitrang der Stammanmeldung zuerkannt.
Der Zweck einer Teilanmeldung ist es, in ihr Inhalte der Patentprüfung zuzuführen, die schon in der Stammanmeldung standen, dort aber nicht geprüft werden konnten. Häufigster Grund hierfür ist mangelnde Einheitlichkeit. Eine Patentanmeldung kann mehrere unterschiedliche Erfindungen enthalten. In einer Anmeldung (die Stammanmeldung) kann aber nur eine Erfindung geprüft und patentiert werden (Erfordernis der Einheitlichkeit). Eine oder mehrere andere Erfindungen können nicht in der Stammanmeldung geprüft und erteilt werden. Für sie muss eine Teilanmeldung eingereicht werden.

## Einzelheiten

### Der Vorgang der Teilung
Im deutschen Verfahren muss in der Stammanmeldung eine inhaltlich unspezifische Teilungserklärung abgegeben werden. Gleichzeitig oder binnen dreier Monate danach müssen die vollständigen Unterlagen der Teilanmeldung eingereicht werden.
Im europäischen Verfahren muss lediglich bei der Einreichung der Teilanmeldung das Aktenzeichen der Stammanmeldung angegeben werden.

### Kaskade
Es ist möglich, eine Teilanmeldung aus einer Teilanmeldung heraus anzumelden.

### Gebühren
Für die Teilanmeldung sind die gleichen Gebühren wie bisher für die Stammanmeldung zu bezahlen, einschließlich der bisher aufgelaufenen  Jahresgebühren. Das europäische Patentamt verlangt darüber hinaus, sofern es sich um eine Teilanmeldung der zweiten oder weiteren Generation handelt, eine Teilungsgebühr.

### Änderungen

#### Deutsches Recht
Im deutschen Recht konnte auch ein Patent im Einspruchsverfahren geteilt werden. Diese Möglichkeit wurde aber gestrichen.

#### Europäisches Recht
Die Fristen für die Einreichung von Teilanmeldungen wurden bereits mehrfach in der Geschichte des europäischen Patentrechts geändert, insbesondere in den 1970er Jahren und am 1. April 2010.
- Situation vor dem 1. April 2010: Vor dem 1. April 2010 konnten Teilanmeldungen nur dann eingereicht werden, wenn die dazugehörige Stammanmeldung noch anhängig war. Dies bedeutet, dass keine Teilanmeldung mehr möglich war, sobald der Hinweis auf die Erteilung im Europäischen Patentblatt veröffentlicht worden war.
- Situation seit dem 1. April 2010: Mit dem 1. April 2010 traten geänderte Regeln zur Einreichung von europäischen Teilanmeldungen in Kraft. Diese Regeln legten eine strenge 24-Monatsfrist ab Zustellung des ersten Prüfbescheides der Prüfungsabteilung zur Einreichung von Teilanmeldungen fest.
- Änderungen zum 1. April 2014: Gemäß Beschluss des Verwaltungsrates der Europäischen Patentorganisation vom 16. Oktober 2013 werden die Regeln 36, 38 und 135 der Ausführungsordnung EPÜ betreffend die Einreichung von Teilanmeldungen geändert. Die neuen Regeln werden für alle ab dem 1. April 2014 eingereichten europäischen Teilanmeldungen anwendbar sein.

Entsprechend den geltenden Regeln können Teilanmeldungen wieder zu allen noch anhängigen europäischen Patentanmeldungen eingereicht werden. Die 24-Monatsfristen zur Einreichung von Teilanmeldungen werden damit de facto wieder abgeschafft. Zudem wird eine weitere Amtsgebühr für die Einreichung von Teilanmeldungen der 2. Generation und jeder weiteren Generation eingeführt.